# 焦潭湖
焦潭湖是一个位于中国江西省波阳、都昌县的湖泊，面积约为100平方千米，平均水深约为3米。